# Рождество Богоматери, с житием Иоакима, Анны и Богоматери и праздниками
«Рождество Богоматери, с житием Иоакима, Анны и Богоматери и праздниками» — икона, созданная в 1565/1566 году иконописцем Сухим Милово. Происходит из вологодской Леонтьевской церкви. В настоящее время хранится в Вологодском музее (инв. № 6099).

## Происхождение
Икона происходит из Леонтьевской церкви в Вологде. В Вологодский музей поступила 6 февраля 1930 года. На вологодской земле с середины и до конца XVI века были созданы несколько крупноформатных местных икон с «летописями». Одна из самых ранних икон этой группы — «Богоматерь Владимирская, с праздниками», датируемая 1548/1549 годом. На одной из вологодских икон с «летописями» «Воскресение — Сошествие во ад», так же как и на иконе «Рождество» Сухого Милово, указаны дата создания и имя иконописца — Дионисия Гринкова.

## Надписи
Всё нижнее поле иконы занято надписью, выполненной киноварью большими буквами: «Лет(а) 7070 четвертаг(о) си ю икону поставила Анна Окинфеева доч(и Леонтию) Ростовскому чюд(о)твоецу в домъ по р(о)дителех а икону писал мастеръ Сухои Милово с(ы)н».
Средник иконы отделён от полей красной рамкой. Надпись на среднике: «Р(о)ж(е)[с]тво пр(есвя)т[ой Богородицы]». Рядом с изображением Анны на ложе надпись: «Анна». У служанки, держащей младенца Марию: «МР θУ». В сцене ласкания: «Анна», «Акимъ», «МР θУ».

## Сюжет
Центральная композиция, занимающая весь средник иконы, представляет сцену рождества Богоматери. Внизу слева — ложе с матерью Богородицы Анной, около неё девушки-прислужницы. Внизу, у изножья ложа сидящая рядом с купелью служанка держит новорожденную, вторая девушка наливает воду в купель. В нижнем правом углу средника родители Богородицы Иоаким и Анна ласкают дочь — традиционно для этой сцены отводили одно из клейм житийной иконы, однако этот образ не единственное исключение из правила. Так, на храмовой иконе «Рождество Богородицы, с клеймами жития» из Устюжны этот эпизод продублирован. Она не только подобно иконе, написанной Сухим Милово, сцена занимает правый нижний угол средника, но и повторяется в одном из клейм жития. Фон средника занят изображением палат с кивориями и колоннами, над архитектурным комплексом раскинут велум.

## Клейма
На полях иконы размещены 18 клейм с эпизодами из житий Иоакима, Анны и их дочери, а также изображениями богородичных праздников. Состав клейм, счёт слева направо сверху вниз (начиная от крайнего верхнего левого):
1. Иоаким и Анна приносят дары в храм, первосвященник отвергает их по причине бездетности пары;
2. Иоаким, удалившийся в пустыню, молится о даровании им с Анной чада;
3. Анна молится в саду о даровании им с Иоакимом чада;
4. Введение юной Марии во храм;
5. Вручение Захарией девы Марии Иосифу;
6. Благовещение;
7. Рождество;
8. Собор Богоматери;
9. Сретение;
10. Явление Богоматери ангела с вестью о её предстоящей смерти;
11. Молитва на горе Елеонской;
12. Успение Богоматери;
13. Положение пояса Богоматери;
14. Положение ризы Богоматери;
15. Явление апостолам в преломлении хлебов;
16. Покров Богоматери;
17. Сретение иконы Владимирской Богоматери в Москве

Тринадцать первых клейм представляют собой эпизоды из житий Богородицы и её родителей. Сюжеты взяты из апокрифов: Протоевангелия Иакова, Слова Иоанна Богослова и Слова Иоанна Солунского. На Руси богородичные иконы с клеймами появились в конце XV века под влиянием византийской традиции. Одна из самых древних русских икон такого рода — «Богоматерь Одигитрия Тихвинская», выполненная московским мастером для Мало-Кирилловского монастыря под Новгородом. Художник расположил эпизоды из земной жизни Марии с соблюдением хронологии. В то же время в XVI веке появились иконы, где сюжеты из жития перебиваются сценами почитания Богородицы. Появляются клейма, в выборе тем отражающие местные предпочтения.
Иконописец Сухой Милово написал клейма, руководствуясь хронологией. Вслед за «Рождеством Христовым» он разместил «Собор Богоматери», сюжет, появившийся под влиянием гимнографии и обычно не использующийся в житийных иконах Богоматери. Отличительная черта вологодской иконы — нижний ряд, где представлены богородичные праздники. В его центре сцена явления Богоматери апостолам в преломлении хлебов. В центре композиции апостол Пётр приготовляет просфоры за престолом, на котором стоят потир и дискос.